# Jaružani
Jaružani (cyr. Јаружани) – wieś w Bośni i Hercegowinie, w Republice Serbskiej, w gminie Laktaši. W 2013 roku liczyła 444 mieszkańców.